# Wjatscheslaw Lawrentjewitsch Nagowizyn
Wjatscheslaw Lawrentjewitsch Nagowizyn (russisch Вячеслав Лаврентьевич Наговицын; * 21. Dezember 1939 in Magnitogorsk; † 20. Juni 2023 in Sankt Petersburg) war ein russischer Komponist und Geiger.

## Leben
Geboren am 21. Dezember 1939 in Magnitogorsk in der russischen Oblast Tscheljabinsk besuchte Wjatscheslaw Nagowizyn die Violinklasse einer Musikschule in Ulan-Ude, ehe er 1954–1958 an der Modest-Petrowitsch-Mussorgski-Musikschule in Leningrad Violine bei Boris Kruger studierte. Gleichzeitig nahm er am Seminar für Amateurkomponisten unter der Leitung von Joseph Pustylnik teil. 1963 absolvierte er am Leningrader Konservatorium ein reguläres Violinstudium bei Michail Beljakow und Komposition bei Viktor Woloschinow (auch Vološinov) und Wadim Salmanow. 1964–1966 betrieb er ebenda ein postgraduales Studium bei Dmitri Schostakowitsch, mit dem ihn auch in der Folge ein enges künstlerisches und menschliches Verhältnis verband. 1969 widmete er dem früheren Lehrer sein Violinkonzert. Schostakowitsch war auch Fürsprecher für Nagowizyns Aufnahme in den Komponistenverband der UdSSR, was einen wichtigen Faktor für die Akzeptanz durch die sowjetischen Kulturbehörden darstellte. Generell stand seine auf der russischen Tradition und Komponisten wie Sergei Prokofjew und Schostakowitsch fußende Musik nicht in Opposition zur offiziell geforderten Ästhetik des Sozialistischen Realismus.
1966–1970 war Nagowizyn Lehrer an der Leningrader Mussorgski-Musikschule, 1968–1970 zudem Musikdirektor am Leningrader Akimow-Komödientheater. 1970 wurde er als Lehrer für Tonsatz und Komposition ans Leningrader Konservatorium berufen. Seit 1993 war er dort außerordentlicher Professor, seit 2007 Professor. Zu seinen Auszeichnungen zählte der Titel eines Verdienten Künstlers der Russischen Föderation (1999). Wjatscheslaw Nagowizyn starb am 20. Juni 2023 in Sankt Petersburg. Er wurde auf dem Friedhof von Kowalewo bei St. Petersburg beigesetzt.

## Werke (Auswahl)

### Orchester
- Sinfonietta für Streichorchester (1959)
- Festliche Ouvertüre (1962, rev. 1974)
- Sinfonie (1963–1964)
- Konzert für Violine und Orchester op. 21 (1966–1969)
- Reflexionen. Sinfonische Etüde aus der mit Gennadi Below, Wadim Bibergan, Alexander Mnazakanjan und Boris Tischtschenko verfassten Gemeinschaftskomposition „Ehrerbietung für den Meister“ zum Gedenken an den 100. Geburtstag von Dmitri Schostakowitsch (2006)[3]
- Supra profunda. Konzert für Orchester (2009)
- Stimmen. Sinfonische Motette (2015)
- Echos vergangener Zeiten. Nostalgische Suite aus Märschen und Walzern (2019)

### Duos und Kammermusik
- Streichquartett Nr. 1 op. 8 (1961)
- Sonate für Flöte und Klavier op. 11 (1962)
- Sommerbilder. Zwölf Stücke für Violine und Klavier (1964)
- Streichquartett Nr. 2 op. 18 „Burjatisches“ (1965)
- Dramatisches Capriccio für Flöte und Klavier op. 25 (1975)
- Sonate für Violine und Klavier Nr. 2 op. 31 (1999)

### Klavier solo
- Sonate Nr. 1 (1957)
- Toccata in Form einer Fuge (1963)
- Sonate Nr. 2 (1964)
- Fünf Kinderstücke Nr. 1 (1967)
- Drei Stücke (1975)
- Sonate Nr. 3 op. 26 (1982)
- Suite op. 32 (1999)

### Vokalwerke
- Romanzen und Chöre nach Texten von Wadim Schefner, Rassul Gamsatow, Jakub Kolas, Margarita Aliger, Dondok Ulzituew u. a.
- Bearbeitungen burjatischer Volkslieder für Gesang und Klavier

### Bearbeitungen
- Leonard Bernstein: West Side Story. Orchestrierung des Musicals (1967)
- Modest Mussorgski: Salammbô. Orchestrierung von Szenen der Oper in vier Akten nach dem gleichnamigen Roman von Gustave Flaubert (1989)
- Modest Mussorgski: Die Heirat. Vollendung und Orchestrierung der Musikalischen Komödie in vier Szenen nach dem gleichnamigen Stück von Nikolai Gogol (1991)[4]
- Modest Mussorgski: Salammbô (Mussorgski)|Salammbô. Neuorchestrierung der Oper in vier Akten nach dem gleichnamigen Roman von Gustave Flaubert (2003)
- Andrei Petrow: Suite aus dem Ballett „Die Erschaffung der Welt“, Arrangement für Violine und Klavier (1981)

## CD-Diskographie
- Konzert für Violine und Orchester – Marina Yashvili (Violine), Leningrader Philharmoniker, Dirigent: Gintaras Rinkevičius – auf: Leningrad Violin Concertos (Northern Flowers NF/PMA 99128, CD 2019)
- Sonate für Flöte und Klavier – Denis Lupachev (Flöte), Peter Laul (Klavier) – auf: 20th Century Flute Sonatas (Naxos 8.579069, CD 2020)